# Николай V (антипапа)
Николай V (лат. Nicolaus Quintus, в миру Пьетро Райнальдуччи, итал. Pietro Rainalducci; 1275, Корваро — 13 октября 1333, Авиньон) — антипапа с 12 мая 1328 по 25 июля 1330 года, в период понтификата папы Иоанна XXII. Он был последним императорским антипапой.

## Биография
Пьетро Райнальдуччи родился в Корваро, древнем городе в Лацио. О светском периоде его жизни ничего не известно, кроме того, что он был женат на Джованне ди Маттео (ди Маттеи) и имел детей.
В 1310 году он оставил семью и ушёл во францисканский монастырь, став проповедником. Пьетро был сторонником радикальных францисканцев-спиритуалов, выступавших за абсолютную бедность церкви. Во время конфликта с папой Иоанном XXII император Людвиг IV Баварский провозгласил Пьетро папой под именем Николая V. Он стал последним антипапой, возведённым на Святой Престол императором. Однако вскоре Людвиг IV начал сдавать свои позиции в Италии, и после четырёх месяцев пребывания в Риме Николай V отступил сначала в Витербо, а затем в Пизу, где Людвиг IV ещё сохранял власть.
В апреле 1329 года Иоанн XXII отлучил Николая V от церкви. После того как в начале 1330 года император покинул Италию, Николай V некоторое время скрывался вблизи Пьомбино, затем написал папе письмо с просьбой о прощении. 25 августа 1330 года он явился в Авиньон и в присутствии папы и кардиналов публично признал свою вину, после чего папа Иоанн XXII наградил его поцелуем мира. Николаю, однако, не позволили покинуть Авиньон. Он умер там спустя три года, проведённых в добровольной епитимье.